# Claude Allen (astista)
Claude Arthur Allen (Olean, 29 aprile 1885 – Roselle, 18 gennaio 1979) è stato un astista statunitense.

## Carriera
Allen partecipò alla gara di salto con l'asta ai Giochi olimpici di Saint Louis 1904, dove arrivò quinto saltando tre metri e trentacinque centimetri.
Dal 1909 al 1910 fu allenatore dei Niagara Purple Eagles, squadra di pallacanestro universitaria.